# Flash (киберспортмен)
 Ли Ён Хо  (кор. 이영호; род. 5 июля 1992 в городе Тэджон, Южная Корея) — корейский профессиональный игрок (StarCraft), более известный под псевдонимом Flash. Flash является одним из самых успешных игроков за Терран. В настоящее время Ли находится в команде KT и занимает первое место в рейтинге KeSPA. Flash известен идеей раннего апгрейда Голиафов, также известную как «Flash build», для эффективной защиты от Протоссов, который исключает слабость Терран в противостоянии с Карриерами. Ли является первым победителем GOM TV Star Invitational. В 15 лет он стал самым молодым профессиональным игроком, получившим первое место на профессиональном турнире. Возникло противостояние Flash/Jaedong по аналогии Boxer/Yellow, так как они встречались в финалах MSL Season 4, Bacchus OSL и GomTV Star Invitational, которые состоялись в феврале 2008. Jaedong победил со счетом 3-1 в MSL Season 4 и выиграл турнир, однако, Flash выиграл Bacchus OSL и GOM Star Invitational со счетом 2-1. Затем Flash выиграл GSI и Bacchus OSL, в финале которых он встречался со Stork'ом. В сообществе русских фанатов известен также как Сущий или Суший Макро Терран за выдающие способности в игре на поздних стадиях. Имеет привычку перед началом каждой игры проверять положение клавиатуры на столе с помощью линейки.
В настоящее время Flash является лучшим в команде KT Rolster progaming, так как многие бывшие игроки команды ушли со сцены Старкрафта, например , Reach, Nal_rA, Yellow, Garimto, Sync (сейчас является тренером Flash’а) и Chojja. Однако, в последнее время его выступления в индивидуальных лигах менее удачны чем у Fantasy. В летнем сезоне 2009, Flash совершил рывок и выиграл GomTV Averatec Intel Classic Season 3 не проиграв ни одной игры за всё время и выиграв Iris со счетом 3-1 в финале. На данный момент команда KT возглавляет таблицу.

## Основные достижения

#### Призовые места
- 1 место 2007 GomTV Star Invitational
- 1 место 2008 Bacchus OnGameNet Starleague
- 2 место 2008 Averatec-Intel Classic Season 1
- 3 место 2008 Arena MBCgame Starleague
- 1 место 2009 Averatec-Intel Classic Season
- 1 место 2009 Asian Indoor Games
- финал 2009 EVER OnGameNet Starleague
- 1 место 2010 World Cyber Games Grand Final

#### НаградыKeSPA
- Открытие года 2007
- Лучший Терран 2007
- Лучший Терран 2009